# Retrato de una mujer casada (1979)
Retrato de una mujer casada es una película de drama mexicana de 1979, dirigida por Alberto Bojórquez Patrón. Está protagonizada por Alma Muriel y Gonzalo Vega.
Ganadora de una Diosa de Plata, "Retrato de una mujer casada" es uno de los grandes proyectos fílmicos hechos por Bojórquez, cuyo legado aún sigue vigente debido a su manera para contar las historias cotidianas.
Esta producción cinematográfica, enclavada a fines de los 70, relata la vida de una mujer que, además de estudiar una carrera universitaria, es ama de casa y se enfrenta al machismo absurdo de su esposo, que desea controlarla.
También expone a esa mujer de los 70 y 80 que se enfrenta a nuevos tiempos, donde comienza a tener una voz social.
Entre los filmes más destacados del cineasta Alberto Bojórquez se encuentran: Los meses y los días, lograda en 1970, así como Lo mejor de Teresa, de 1976 y Retrato de una mujer casada, de 1979, en la que hace una clara descripción de la mujer que busca romper con el tradicionalismo de la época.

## Sinopsis
Crónica de los problemas cotidianos de una joven ama de casa, estudiante de clase media con deseos de superación, quien a pesar de sus buenas intenciones, tiene que separarse de su marido por la violencia física y psicológica cuando él descubre la infidelidad de ella 
con un compañero de escuela. Ya separada, ella trabaja para mantener económicamente a sus hijos y a ella para salir adelante, pero el destino la alcanza y perece en un asalto, si bien, queda abierta la interpretación de haber sido asesinada por un sicario contratado por su ex marido.

## Ficha artística
- Alma Muriel .... Irene González
- Gonzalo Vega .... Guillermo Contreras
- Ernesto Gómez Cruz  .... Guillermo Rivas
- Patricia Reyes Spíndola .... Luisa
- Yara Patricia .... Alfonsina
- Jorge Victoria .... Abogado de Irene
- Paco del Toro .... Felipe Diego (aparece en los créditos como Francisco del Toro)
- Jorge Fegán .... Juez
- Ignacio Retes .... Papá de Irene
- Sara Guasch .... Mamá de Irene
- Beatriz Martínez .... Amiga de Irene (aparece en los créditos como Betty Catania)
- Luis Mario Quiroz .... Luis Mario Contreras González
- Rebeca Rivera Bustos .... Rebeca Contreras González
- Mario Valdez
- Juan Manuel Sepúlveda